# Hidingen
Hidingen var före 2015 en av SCB avgränsad och namnsatt småort i Linde socken i Lindesbergs kommun, Örebro län. Småorten upphörde 2015 när området växte samman med bebyggelsen i Lindesberg.